# Carl Niclas von Hellens
Carl Niclas von Hellens (fram till 1816 Hellenius), född 1 augusti 1745 i Hollola socken i Tavastland, död 16 januari 1820 i Åbo, var en finländsk botaniker.
Hellens blev student vid Kungliga Akademien i Åbo 1765 och filosofie magister 1772 samt docent i kemi och zoologi samma år. Han reste 1774 över till Uppsala universitet, där han fortsatte sina studier under Linné och blev medicine licentiat 1777. På Linnés rekommendation utnämndes Hellens 1778 till medicinsk adjunkt och botanices demonstrator vid Kungliga Akademien i Åbo. År 1780 blev han befordrad till extra ordinarie professor i naturalhistorien och 1793 till ordinarie professor i ekonomi och naturalhistoria i Åbo.
Hellens valdes 1788 till ledamot av Vetenskapsakademien och 1811 blev han ledamot av finländska Collegium medicum samt fick 1816 avsked som emeritus från sin professur. Han blev samma år adlad (före adlandet hette han Hellenius). De flesta av hans många avhandlingar berör specialfrågor inom zoologin och botaniken. Efter Hellens var växtsläktet Hellenia tidigare uppkallat.